# Ksienija Ustałowa
Ksienija Ustałowa (ros. Ксения Александровна Усталова; ur. 14 stycznia 1988) – rosyjska lekkoatletka specjalizująca się w biegu na 400 metrów.
Międzynarodową karierę zaczynała w 2007 roku od zdobycia srebrnego (w biegu na 400 metrów) oraz złotego (w sztafecie 4 × 400 metrów) medalu na mistrzostwach Europy juniorów. W 2009 zdobyła dwa złote krążki młodzieżowych mistrzostw Starego Kontynentu. Zwyciężyła w superlidze drużynowych mistrzostw Europy w Bergen w czerwcu 2010. Mistrzyni (sztafeta 4 × 400 metrów) i wicemistrzyni (bieg na 400 metrów) Europy z Barcelony (2010). W 2011 zdobyła złoto uniwersjady w Shenzhen. W 2012 sięgnęła po brązowy medal halowych mistrzostw świata w sztafecie 4 × 400 metrów. Medalistka mistrzostw kraju.

## Osiągnięcia
| Rok  | Impreza                                 | Miejsce   | Konkurencja             | Lokata     | Wynik   |
| ---- | --------------------------------------- | --------- | ----------------------- | ---------- | ------- |
| 2007 | Mistrzostwa Europy juniorów             | Hengelo   | bieg na 400 metrów      | 2. miejsce | 52,92   |
| 2007 | Mistrzostwa Europy juniorów             | Hengelo   | sztafeta 4 × 400 metrów | 1. miejsce | 3:33,95 |
| 2009 | Młodzieżowe mistrzostwa Europy          | Kowno     | bieg na 400 metrów      | 1. miejsce | 51,74   |
| 2009 | Młodzieżowe mistrzostwa Europy          | Kowno     | sztafeta 4 × 400 metrów | 1. miejsce | 3:27,59 |
| 2010 | Superliga drużynowych mistrzostw Europy | Bergen    | bieg na 400 metrów      | 1. miejsce | 51,79   |
| 2010 | Superliga drużynowych mistrzostw Europy | Bergen    | sztafeta 4 × 400 metrów | 1. miejsce | 3:23,76 |
| 2010 | Mistrzostwa Europy                      | Barcelona | bieg na 400 metrów      | 2. miejsce | 49,92   |
| 2010 | Mistrzostwa Europy                      | Barcelona | sztafeta 4 × 400 metrów | 1. miejsce | 3:21.26 |
| 2011 | Uniwersjada                             | Shenzhen  | sztafeta 4 × 400 metrów | 1. miejsce | 3:27:16 |
| 2012 | Halowe mistrzostwa świata               | Stambuł   | sztafeta 4 × 400 metrów | 3. miejsce | 3:27:16 |
| 2013 | Uniwersjada                             | Kazań     | bieg na 400 metrów      | 1. miejsce | 50,60   |
| 2013 | Uniwersjada                             | Kazań     | sztafeta 4 × 400 metrów | 1. miejsce | 3:26:61 |
| 2015 | Mistrzostwa świata                      | Pekin     | sztafeta 4 × 400 metrów | 4. miejsce | 3:24,84 |
| 2018 | Mistrzostwa Europy                      | Berlin    | bieg na 400 metrów      | eliminacje | 53,37   |
| 2019 | Mistrzostwa świata                      | Doha      | bieg na 400 metrów      | eliminacje | 51,99   |
| 2019 | Światowe wojskowe igrzyska sportowe     | Wuhan     | bieg na 400 metrów      | 5. miejsce | 52,57   |
| 2019 | Światowe wojskowe igrzyska sportowe     | Wuhan     | sztafeta 4 × 400 metrów | 2. miejsce | 3:28,09 |